# Чемпионат СССР по тяжёлой атлетике 1947
22-й чемпионат СССР по тяжёлой атлетике прошёл с 13 по 15 июля 1947 года в Москве (РСФСР) на теннисных кортах стадиона «Динамо», через две недели после чемпионата Европы в Хельсинки. В нём приняли участие 150 атлетов 15 союзных республик, Москвы и Ленинграда, которые были разделены на 6 весовых категорий и соревновались в троеборье (жим, рывок и толчок). Было установлено 4 рекорда СССР и 2 рекорда мира. Главный судья соревнований — А. Тарасов, главный секретарь соревнований — А. Глассон.

## Медалисты
| Категория                    | Золото                           | Золото                       | Серебро                                 | Серебро                      | Бронза                                    | Бронза                     |
| До 56 кг (легчайший вес)     | Александр Донской «Спартак» Киев | 295 кг (87,5 + 92,5 + 115)   | Иван Аздаров «Спартак» Ереван           | 287,5 кг (87,5 + 85 + 115)   | Наум Лапидус «Динамо» Минск               | 285 кг (87,5 + 82,5 + 115) |
| До 60 кг (полулёгкий вес)    | Евгений Лопатин «Динамо» Саратов | 312,5 кг (92,5 + 95 + 125)   | Моисей Касьяник «Динамо» Тбилиси        | 300 кг (92,5 + 92,5 + 115)   | Алексей Петров «Динамо» Ленинград         | 292,5 кг (85 + 90 + 117,5) |
| До 67,5 кг (лёгкий вес)      | Георгий Попов «Спартак» Киев     | 342,5 кг (105 + 110 + 127,5) | Израиль Механик «Локомотив» Москва      | 340 кг (105 + 105 + 130)     | Сурен Богдасаров Вооружённые Силы Ташкент | 340 кг (105 + 105 + 130)   |
| До 75 кг (средний вес)       | Николай Шатов «Динамо» Москва    | 370 кг (110 + 115 + 145)     | Александр Божко Вооружённые Силы Москва | 357,5 кг (105 + 107,5 + 145) | Мамия Жгенти «Динамо» Тбилиси             | 355 кг (105 + 110 + 140)   |
| До 82,5 кг (полутяжёлый вес) | Лафтулла Кашаев «Динамо» Ташкент | 377,5 кг (107,5 + 120 + 150) | Ефим Хотимский Вооружённые Силы Киев    | 367,5 кг (125 + 107,5 + 135) | Павел Кравченко «Динамо» Киев             | 360 кг (115 + 105 + 140)   |
| Свыше 82,5 кг (тяжёлый вес)  | Яков Куценко «Локомотив» Киев    | 437,5 кг (137,5 + 135 + 165) | Николай Лапутин Вооружённые Силы Киев   | 380 кг (120 + 115 + 145)     | Александр Базурин «Крылья Советов» Москва | 370 кг (115 + 115 + 140)   |

Командный зачёт
1. Украинская ССР — 2075 кг
2. Москва
3. РСФСР